# Tvåtjärnarna (Söderala socken, Hälsingland)
Tvåtjärnarna är en sjö i Söderhamns kommun i Hälsingland och ingår i Ljusnan-Skärjåns kustområde.